# Xã South Randall, Quận Thomas, Kansas
Xã South Randall (tiếng Anh: South Randall Township) là một xã thuộc quận Thomas, tiểu bang Kansas, Hoa Kỳ. Năm 2010, dân số của xã này là 236 người.